# Gornja Gorevnica
Gornja Gorevnica (en serbe cyrillique : Горња Горевница) est une localité de Serbie située sur le territoire de la Ville de Čačak, district de Moravica, elle comptait 1 274 habitants.
Gornja Gorevnica est officiellement classée parmi les villages de Serbie.

## Démographie

### Évolution historique de la population
| 1948  | 1953  | 1961  | 1971  | 1981  | 1991  | 2002  | 2011  |
| ----- | ----- | ----- | ----- | ----- | ----- | ----- | ----- |
| 2 366 | 2 346 | 2 163 | 1 848 | 1 708 | 1 616 | 1 399 | 1 274 |

|  |